# Svizzera ai X Giochi olimpici invernali
La Svizzera partecipò ai X Giochi olimpici invernali, svoltisi a Grenoble, Francia, dal 6 al 18 febbraio 1968, con una delegazione di 34 atleti impegnati in sette discipline.

## Medagliere

### Per discipline
| Sport             | Oro | Argento | Bronzo | Totale |
| ----------------- | --- | ------- | ------ | ------ |
| Sci alpino        | 0   | 1       | 2      | 3      |
| Combinata nordica | 0   | 1       | 0      | 1      |
| Bob               | 0   | 0       | 1      | 1      |
| Sci di fondo      | 0   | 0       | 1      | 1      |
| Totale            | 0   | 2       | 4      | 6      |

### Medaglie
| Medaglia | Atleta                                             | Sport             | Evento                   |
| -------- | -------------------------------------------------- | ----------------- | ------------------------ |
| Argento  | Alois Kälin                                        | Combinata nordica | Maschile                 |
| Argento  | Willy Favre                                        | Sci alpino        | Slalom gigante maschile  |
| Bronzo   | Jean Wicki Hans Candrian Willi Hofmann Walter Graf | Bob               | Bob a quattro maschile   |
| Bronzo   | Jean-Daniel Dätwyler                               | Sci alpino        | Discesa libera maschile  |
| Bronzo   | Fernande Bochatay                                  | Sci alpino        | Slalom gigante femminile |
| Bronzo   | Josef Haas                                         | Sci di fondo      | 50 km maschile           |